# Isabell Sollman
Cecilia Isabell Sollman, ursprungligen Andréasson, född 5 januari 1972 i Stenungsund, är en svensk skådespelare.
Isabell Sollman växte upp på landsbygden i Spekeröd, söder om Stenungsund. I tonåren bytte hon efternamn till moderns flicknamn. Hon inledde en karriär som fotomodell när hon var 14 år, först som sommarjobb och efter gymnasiet på heltid. Periodvis var hon bosatt i Paris. Hon trivdes inte med de ständiga förpliktelserna, kroppsfixeringen och den kritiska granskningen som det medförde. I 20-årsåldern avslutade hon modellkarriären för att bli skådespelare. Hon gjorde några roller i Sverige, men den stora framgången var när hon fick rollen som Ingrid Sjöström i den italienska TV-serien Kommissarie Montalbano. Under 2000-talet har hon även arbetat med test- och kvalitetssäkring inom mjukvaruutveckling på ett IT-företag.
Sollman har en dotter.

## Filmografi
- Byhåla 3 (1993)
- 4 sekunder (musikvideo) (1993)
- c/o Segemyhr (1999)
- Skilda världar (Camilla Moe, 1997–1999)
- Kommissarie Montalbano (Ingrid Sjöström åtta avsnitt, 2000–2017)
  - 2000 – La forma dell'acqua
  - 2001 – La gita a Tindari
  - 2002 – Gli arancini di Montalbano
  - 2005 – Il giro di boa
  - 2008 – Le ali della sfinge
  - 2008 – La pista di sabbia
  - 2011 – Il campo del vasaio
  - 2011 – La caccia al tesoro
  - 2017 – Come voleva la prassi
- Ramona (Marie-Louise Löfgren, 2003)
- Min f.d. familj (Liv, 2004)
- Rosa: The Movie (2007)
- Fishy (2008)
- 2016 – Finaste familjen (TV-serie)
- 2017 – Syrror (TV-serie)